# Липецк
Липецк (на руски: Липецк) е град в Западна Русия, административен център на Липецка област. Населението на града към 1 януари 2018 година е 509 735 души.
Градът е разположен на река Воронеж, близо до границата с Украйна.

## История
Селището е основано през 1703 г. от цар Петър I.